# Accipiter cirrocephalus
Accipiter cirrocephalus е вид птица от семейство Ястребови (Accipitridae). Видът е незастрашен от изчезване.

## Разпространение и местообитание
Разпространени са в Австралия, Индонезия и Нова Гвинея.